# Susan Jane Tanner
Susan Jane „Sue“ Tanner ist eine englischsprachige Theater- und Musicalschauspielerin.
Sie war die Erstbesetzung von Jellylorum und Lady Griddlebone in dem Musical Cats und der von Madame Thénardier im Musical Les Misérables.
Zudem war sie in London als Pastetenbäckerin Mrs Nelly Lovett, der weiblichen Hauptrolle in Sweeney Todd, zu sehen.

## Theaterauftritte (Auswahl)
| Jahr | Produktion                | Rolle                      | Theater             |
| ---- | ------------------------- | -------------------------- | ------------------- |
| 1981 | Cats                      | Jellylorum und Griddlebone | New London Theatre  |
| 1983 | All’s Well That Ends Well | Violenta                   | Martin Beck Theatre |
| 1985 | Les Misérables            | Mme. Thénardier            | Barbican Theatre    |
| 2008 | one With The Wind         | Aunt Pittypat              | New London Theatre  |

## Filmografie (Auswahl)
- 1998: Cats
- 2001: Das B-Team: Beschränkt und auf Bewährung (The Parole Officer)